# Nico Touches the Walls
Nico Touches the Walls (Eigenschreibweise: NICO touches the Wall) war eine japanische Rockband, die bei der Agentur Amuse unter Vertrag stand. Ihre Musik findet in den Soundtracks zu Naruto und Fullmetal Alchemist Verwendung. Im November 2019 verkündete die Band ihre Auflösung.

## Bandgeschichte
Nico Touches the Wall wurde im Jahr 2004 von Tatsuya Mitsumura, Daisuke Furumura, Shingo Sakakura und Shotaro Tsushima gegründet. Bereits im gleichen Jahr gewann die Band den Lotte Prize beim Yamaha Teen Music Festival. Die Band erhielt einen Plattenvertrag bei Senha & Co. Nach mehreren Auftritten erschien im Februar 2006 das Minialbum Walls Is Beginning. Am 18. Oktober 2006 folgte das Minialbum runova×handover und 2007 das Minialbum How Are You?. 
Der Aufstieg kam für die Band relativ schnell. Im Jahr 2007 wurde die Band von Ki/oon Records (Sony Music) unter Vertrag genommen und veröffentlichte im Februar 2008 dort ihre erste Majorlabel-Single Yoru no hate sowie den Nachfolger The Bungy. Die Band trat zudem in einem Werbespot für Pocky auf. Es folgten mehrere weitere Singles sowie das erste Album Who Are You?. 2008 erschien Broken Youth im Abspann der Anime-Serie Naruto Shippūden und wurde anschließend als Single ausgekoppelt.
2009 beteiligten sie sich am Soundtrack zum Anime Fullmetal Alchemist, gefolgt vom zweiten Album Aurora sowie der ersten Live-DVD NICO Touches the Walls LIVE2009 All,Always,Walls vol.3 ～Turkeyism. 2010 folgte eine Sammlung ihrer Musikvideos unter dem Titel NICO Touches the Walls Library Vol.1. 2011 wurde der Song Matryoshka als Titellied der Animeserie C auf Fuji TV ausgewählt.
Das dritte Album Passenger erschien am 4. April 2011. Noch im gleichen Jahr erschien der Nachfolger Humania. Nach einer weiteren Live-DVD erschien 2013 eine Single aus dem Soundtrack zur Animeserie Naruto Shippūden sowie das fünfte und bis dato letzte Album Shout to the Walls!. 

## Diskografie

### Studioalben
| Jahr | Titel                               | Höchstplatzierung, Gesamtwochen, AuszeichnungChartsChartplatzierungen (Jahr, Titel, Platzierungen, Wochen, Auszeichnungen, Anmerkungen) | Anmerkungen                                       |
| Jahr | Titel                               | JP | Anmerkungen                                       |
| ---- | ----------------------------------- | --- | ------------------------------------------------- |
| 2008 | Who Are You?                        | JP11 (7 Wo.)JP | Erstveröffentlichung: 24. September 2008          |
| 2009 | Aurora                              | JP17 (8 Wo.)JP | Erstveröffentlichung: 25. November 2009           |
| 2011 | Passenger                           | JP15 (9 Wo.)JP | Erstveröffentlichung: 6. April 2011               |
| 2011 | Humania                             | JP10 (7 Wo.)JP | Erstveröffentlichung: 7. Dezember 2011            |
| 2013 | Shout to the Walls!                 | JP5 (6 Wo.)JP | Erstveröffentlichung: 24. April 2013              |
| 2014 | NICO Touches the Walls no Best      | JP5 (9 Wo.)JP | Erstveröffentlichung: 5. Februar 2014 Kompilation |
| 2015 | Howdy! We are ACO Touches the Walls | JP10 (3 Wo.)JP | Erstveröffentlichung: 4. Februar 2015             |
| 2016 | Yuuki mo Ai mo Nai Nante            | JP5 (6 Wo.)JP | Erstveröffentlichung: 16. März 2016               |
| 2019 | Quizmaster                          | JP12 (2 Wo.)JP | Erstveröffentlichung: 5. Juni 2019                |

### EPs
| Jahr | Titel              | Höchstplatzierung, Gesamtwochen, AuszeichnungChartsChartplatzierungen (Jahr, Titel, Platzierungen, Wochen, Auszeichnungen, Anmerkungen) | Anmerkungen                             |
| Jahr | Titel              | JP | Anmerkungen                             |
| ---- | ------------------ | --- | --------------------------------------- |
| 2006 | Walls is Beginning | — | Erstveröffentlichung: 2. Februar 2006   |
| 2006 | Runova x Handover  | JP229 (1 Wo.)JP | Erstveröffentlichung: 18. Oktober 2006  |
| 2007 | How Are You?       | JP127 (2 Wo.)JP | Erstveröffentlichung: 21. November 2007 |
| 2017 | Oyster -EP-        | JP22 (2 Wo.)JP | Erstveröffentlichung: 6. Dezember 2017  |
| 2018 | Twister -EP-       | JP22 (2 Wo.)JP | Erstveröffentlichung: 25. Juli 2018     |

### Singles
| Jahr | Titel Album                       | Höchstplatzierung, Gesamtwochen, AuszeichnungChartsChartplatzierungen (Jahr, Titel, Album, Platzierungen, Wochen, Auszeichnungen, Anmerkungen) | Anmerkungen                                              |
| Jahr | Titel Album                       | JP | Anmerkungen                                              |
| ---- | --------------------------------- | --- | -------------------------------------------------------- |
| 2007 | Premitive-Disc (エデン) –         | JP185 (1 Wo.)JP | Erstveröffentlichung: 13. Juni 2007                      |
| 2008 | Yoru no Hate –                    | JP61 (2 Wo.)JP | Erstveröffentlichung: 20. Februar 2008                   |
| 2008 | The Bungy –                       | JP49 (3 Wo.)JP | Erstveröffentlichung: 4. Juni 2008                       |
| 2008 | Broken Youth –                    | JP35 (4 Wo.)JP | Erstveröffentlichung: 13. August 2008                    |
| 2009 | Big Foot –                        | JP24 (3 Wo.)JP | Erstveröffentlichung: 13. Mai 2009                       |
| 2009 | Hologram –                        | JP11 Gold (Mobile Downloads) · (10 Wo.)JP | Erstveröffentlichung: 12. August 2009                    |
| 2009 | Kakera: Subete no omoi tathi e –  | JP26 (3 Wo.)JP | Erstveröffentlichung: 4. November 2009                   |
| 2010 | Sudden Death Game –               | JP28 (3 Wo.)JP | Erstveröffentlichung: 11. August 2010                    |
| 2011 | Diver –                           | JP7 Gold (Digital) · (6 Wo.)JP | Erstveröffentlichung: 12. Januar 2011                    |
| 2011 | Te wo tatake –                    | JP15 Gold (Digital) · (6 Wo.)JP | Erstveröffentlichung: 17. August 2011                    |
| 2012 | Natsu no Daisankattkei –          | JP16 (5 Wo.)JP | Erstveröffentlichung: 16. Mai 2012                       |
| 2012 | Yume 1 Go –                       | JP14 (3 Wo.)JP | Erstveröffentlichung: 19. Dezember 2012                  |
| 2013 | Mr. Echo –                        | JP19 (3 Wo.)JP | Erstveröffentlichung: 27. März 2013                      |
| 2013 | Niwakaame nimo makezu –           | JP13 (4 Wo.)JP | Erstveröffentlichung: 10. Juli 2013 aus Naruto Shippūden |
| 2014 | Rawhide –                         | JP21 (2 Wo.)JP | Erstveröffentlichung: 5. März 2014                       |
| 2014 | Tenchi Gaeshi –                   | JP12 Gold (Digital) · (10 Wo.)JP | Erstveröffentlichung: 11. Juni 2014                      |
| 2014 | Tokyo Dreamer –                   | JP20 (2 Wo.)JP | Erstveröffentlichung: 20. August 2014                    |
| 2015 | Straight Songs (まっすぐなうた) – | JP16 (4 Wo.)JP | Erstveröffentlichung: 24. Juni 2015                      |
| 2015 | Uzu to Uzu –                      | JP11 (5 Wo.)JP | Erstveröffentlichung: 2. September 2015                  |
| 2016 | Strato –                          | JP13 (2 Wo.)JP | Erstveröffentlichung: 3. Mai 2016                        |
| 2016 | Mashi Mashi –                     | JP17 (6 Wo.)JP | Erstveröffentlichung: 30. November 2016                  |

### Videoalben
| Jahr | Titel                                                                             | Höchstplatzierung, Gesamtwochen, AuszeichnungChartsChartplatzierungen (Jahr, Titel, Platzierungen, Wochen, Auszeichnungen, Anmerkungen) | Anmerkungen                             |
| Jahr | Titel                                                                             | JP | Anmerkungen                             |
| ---- | --------------------------------------------------------------------------------- | --- | --------------------------------------- |
| 2009 | Live 2009 All, Always, Walls Vol.3 – Turkeyism –                                  | JP91 (1 Wo.)JP | Erstveröffentlichung: 16. Dezember 2009 |
| 2010 | Library Vol.1                                                                     | JP44 (1 Wo.)JP | Erstveröffentlichung: 10. März 2010     |
| 2011 | Tour 2010 Michi naki michi                                                        | JP25 (2 Wo.)JP | Erstveröffentlichung: 12. Januar 2011   |
| 2012 | Passenger – We Are Passionate Messenger –                                         | JP14 (2 Wo.)JP | Erstveröffentlichung: 11. Januar 2012   |
| 2012 | Library Vol.2                                                                     | JP46 (1 Wo.)JP | Erstveröffentlichung: 16. Mai 2012      |
| 2012 | Ground of Humania 2012.3.20 In Makuhari                                           | JP26 (2 Wo.)JP | Erstveröffentlichung: 25. Juli 2012     |
| 2015 | "Nico Touches The Walls No Grape Can" 2014.8.19 Japan Budokan                     | JP5 (2 Wo.)JP | Erstveröffentlichung: 7. Januar 2015    |
| 2015 | “Howdy!! We are ACO Touches the Walls” Live at Billboard Live Tokyo               | JP14 (2 Wo.)JP | Erstveröffentlichung: 15. Juli 2015     |
| 2016 | Library Vol.3                                                                     | — | Erstveröffentlichung: 3. Mai 2016       |
| 2017 | Nico Touches the Walls Live Special 2016 "Vortex and Vortex ~Vortex of the West~" | JP10 (2 Wo.)JP | Erstveröffentlichung: 15. März 2017     |